# Bertrand Delanoë
Bertrand Delanoë (sinh 30 tháng 5 năm 1950) là một chính khách người Pháp. Bertrand Delanoë là thị trưởng thành phố Paris từ năm 2001 tới tháng 4 năm 2014 và là đảng viên Đảng Xã hội Pháp.
Delanoë sinh ở Tunis, Tunisia, có bố người là Tunisia, mẹ người Pháp và cùng gia đình tới Pháp vào năm 10 tuổi. Delanoë là một người đồng tính luyến ái.